# Palazzo Cesi-Armellini
Il palazzo Cesi-Armellini è un edificio situato a Roma, in via della Conciliazione, adiacente ai cosiddetti "propilei piacentiniani" e confinante a est con palazzo Serristori. Esso porta il doppio cognome per distinguerlo da Palazzo Cesi-Gaddi e Palazzo Cesi-Muti situati nella stessa città. 

## Storia e descrizione
Il primo edificio fu costruito attorno al 1520 dal cardinale Francesco Armellini, a quel tempo consigliere di papa Leone X e successivamente tesoriere di papa Clemente VII. 
È da questo edificio che entrarono a Roma i Lanzichenecchi di Carlo V d'Asburgo nel sacco del 1527.
Nel 1565 l'edificio fu acquistato dalla famiglia Cesi, di origine umbra. In particolare, il cardinale Pier Donato Cesi si incaricò della ristrutturazione affidandosi, per il nuovo progetto, a Martino Longhi il vecchio che ne curò il rifacimento (1570-1575) nelle forme attuali. 

L'edificio, che un tempo aveva la sua fronte principale su Borgo Vecchio, venne mutilato per l'apertura di Via della Conciliazione, con la riduzione delle finestre da 13 a 8 e la distruzione - fra l'altro - dello scalone monumentale.
L'elegante facciata in laterizio chiaro tripartita con fasce marcapiani, è innestata su un basso basamento nel quale ora sono inseriti gli ingressi dei negozi; il ritmo orizzontale è scandito da lesene binate; l'angolo destro mostra una interessante protome leonina antica; l'elegante portale è affiancato da lesene con trabeazione dorica. Elegante e molto curato è anche l'ampio cortile rettangolare porticato interno che ripete gli elementi architettonici della facciata e che mostra ancora nella loggia un ciclo di affreschi dedicati a Salomone.
Attualmente l'edificio è di proprietà della Curia Generalizia della Società del Divin Salvatore.